# تحويل ماثيو
تُشكل تحويلات ماثيو مجموعة فرعية من التحويلات القانونية التي تحتفظ بالشكل التفاضلي
{\displaystyle \sum _{i}p_{i}\delta q_{i}=\sum _{i}P_{i}\delta Q_{i}\,}
وقد أطلق هذا الاسم عليها بعد وفاة عالم الرياضيات الفرنسي إميل ليونارد ماثيو (Émile Léonard Mathieu).

## التفاصيل
من أجل الحصول على هذه الثوابت، يجب أن تتواجد على الأقل علاقة واحدة بين {\displaystyle q_{i}} و {\displaystyle Q_{i}} فقط (دون مشاركة أي {\displaystyle p_{i},P_{i}}).
{\displaystyle {\begin{aligned}\Omega _{1}(q_{1},q_{2},\ldots ,q_{n},Q_{1},Q_{2},\ldots Q_{n})=0\\\ldots \\\Omega _{m}(q_{1},q_{2},\ldots ,q_{n},Q_{1},Q_{2},\ldots Q_{n})=0\end{aligned}}}
حيث أن {\displaystyle 1<m\leq n}. عندما تكون {\displaystyle m=n} ويصبح تحول ماثيو هو تحول نقطة لاغرانغ.